# Reenactment
Reenactment er en måde at genskabe historien, hvor deltagerne forsøger at genskabe en bestemt tidsperiode eller begivenhed. Det kan være et enkelt slag i Den Amerikanske Borgerkrig eller en hel historisk tidsalder som  middelalderen.
Reenactment kan spores til Antikkens Rom, og i flere historiske perioder har man reenactet tidligere perioder. I moderne tid bruges reenactment bl.a. i museumssammenhænge og på historiske markeder, hvor både professionelle lønnede aktører og frivillige deltager for at give publikum et indblik i en bestemt periode. Det udstyr som bl.a. tøj, sko, våben og køkkengrej, der bliver brugt, kan være være ting reenacteren selv har fremstillet eller købt i butikker, der er specialiserede i reenactment. Ud fra den historiske korrekthed kan reenactere inddeles i tre grupper alt efter, hvor autentiske de er i deres påklædning og opførsel.
Mange tidsaldre er populære i moderne reenactment, der strækker sig fra Oldtidens Grækenland og Romerriget frem til anden verdenskrig. Der opføres på forskellig måde; nogle har til formål at uddanne, mens det underholder publikum, mens andre går ud på at vise kamptaktikker, historiske slag, der ikke er åbne for offentligheden.

## Historie
Reenactmentaktiviteter går langt tilbage i historien. Romerne genskabte berømte slag på deres amfiteatre som en form for offentlig underholdning. I middelalderen var ridderturneringer ofte en genskabelse af historiske temaer fra fx antikken.
Militæropvisninger, slag og reenactment blev først populære i 1600-tallet i England. I 1638 opførte man i London et iscenesat slag mellem kristne og muslimer i London. Rundhovederne reenactede et vundet slag under den engelske borgerkrig, i Blackheath i London i 1645, på trods af den fortsatte konflikt.
Det var først i 1800-tallet, at historisk reenactment blev almindeligt som følge af den store romantiske interesse i middelalderen. Middelalderens kultur blev beundret som et modstykke til den moderne oplysningstid og industrialisering. Skuespil og teaterstykker (som Ivanhoe, der blev opført seks steder i 1820 i London alene) forevigede ideen om de romantiske riddere, slotte, festmiddage og ridderturneringer. Hertugen af Buckingham opsatte søslag fra Napoleonskrigene på en stor sø ved sin ejendom i 1821, og en genopførelse af Slaget ved Waterloo blev udført på Astley's Amphitheatre i 1824.
Historisk reenactment kom fra en tid med store opsætninger af Eglinton Tournament of 1839, en reenactment af en middelalderlig ridderturnering, der blev afholdt i Skotland og organiseret af Archibald Montgomerie, 13. jarl af Eglinton. Turneringen var overlagt romantisme og tiltrak omkring 100.000 tilskuere.
Den blev afholdt ved en bugt ved Lugton Water. Underlaget til turneringen var lav, og næsten mose-agtig med græsklædte bakker på alle sider. Lord Eglinton annoncerede, at offentligheden var velkommen og bad om at man iførte sig middealderligt tøj, hvis det var muligt, og billetterne var gratis. Selve opvisningen viste 13 riddere til hest.
Forberedelserne til, og de mange stykker kunst det blev bestilt til eller inspireret af Eglinton Tournament, havde  effekt på den offentlige opfattelse og syn på 1800-tallets nygotik. Ambitionen blev ført over til andre arrangementer som en lignende flamboyant ridderturnering i Bruxelles i 1905 og grundlagde nutidens  reenactment. Opvisningerne var egentligt inspireret af Walter Scotts roman Ivanhoe: det blev forsøgt "at være en levende reenactment af de litterære romancer". Med Eglintons egne ord "Jeg er bekendt med de mangfoldige mangler i opførelsen måske mere end dem, der ikke var så interesseret i den; Jeg er klar over, at det var en meget ydmyg imitation, men jeg har trods alt gjort noget for genoplivningen af ridderlighed".
Reenactment af slag blev mere almindelige i slutningen af 1800-tallet både i Storbritannien og i USA. Allerede et år efter slaget ved Little Bighorn, reenactede overlevende fra U.S. 7th Cavalry Regiment scener fra deres nederlag foran et kamera til en serie stilbilleder.
I 1895 genopførte medlemmerne af Gloucestershire Engineer Volunteers deres berømt modstand ved Rorke's Drift 18 år tidligere. 25 britiske soldater slog et angreb tilbage af 75 zulukrigere ved Grand Military Fete i Cheltenham Winter Gardens.
Veteraner fra den amerikanske borgerkrig genopførte slag for at mindes deres faldne kammerater, og lære hinanden, hvad krigen handlede om. Great Reunion of 1913 fejrede 50-året for slaget ved Gettysburg, hvor mere end 50.000 Unions- og Confederate-veteraner deltog, med elementer fra slaget, heriblandt Pickett's Charge.
I begyndelsen af 1920'erne var historisk reenactment blevet populært i Rusland, hvor man genopførte belejringen af Sevastopol (1854–1855) (1906), slaget ved Borodino (1812) i Sankt Petersborg og indtagelsen af Azov (1696) i Voronezh i 1918. I 1920 var der en genopførsel af Stormen på Vinterpaladset i 1917 på treårsdagen for begivenheden. Dette inspirerede Sergei Eisenstein til scenerne i filmen October: Ten Days That Shook the World.
Reenactment i større skala begyndte ved Royal Tournament, Aldershot Tattoo i 1920'erne og 30'erne. Som en del af et seks dages langt show i 1934, opførte man belejringen af Namur under Den Pfalziske Arvefølgekrig.
I USA begyndte reenactment i 1961–1965 med mindearrangementer for Civil War Centennial. Reenactment blev fortsat mere populært i 1980'erne og 1990'erne bl.a. af succes ved 125-års jubliæumseventet tæt på den oprindelige slagmark for slaget ved Manassas, hvor over 6.000 reenacterer deltog.
Middelalderreenactment er især udbredt i Europa, og hver sommer er der hundredvis af mere eller mindre autentiske middelaldermarkeder spredt over hele kontinentet. Flere steder har man åbnet museer, hvor reenactment er en del af formidlingskonceptet, eksempelvis Middelaldercentret ved Nykøbing Falster. I Frankrig er man begyndt at bygge borgen Guédelon med historiske metoder og alle bygningsarbejdere i historisk korrekt tøj.

## Tøj og udstyr
Flere firmaer har specialiseret sig i ikke bare materialer men også de færdige produkter til reenactorer. Uniformer og tøj bliver lavet af håndvævede, plantefarvede materialer og bliver syet i hånden eller på maskine, hvor der bliver brugt tidstypiske teknikker.
Der bliver gået højt op i autenticiteten af alle detaljer og både design og konstruktion af alt fra fodtøj, lejrudstyr, militært udstyr og våben skal være korrekt. Disse ting (der normalt er meget dyrere end tøj og uniformer fra moderne produktion) giver bæreren en autentisk oplevelse af materialer, syning og produktion med de teknikker fra den valgte tidsalder.
Publikum får et bedre og mere korrekt billede af tiden, når både tøj og udstyr er så korrekt som muligt, og det bliver nemmere for både aktører og beskuere at leve sig ind i perioden.

## Typer af reenactere
Reenactere kan gå meget op i den historiske korrekthed både i begivenhederne og i de genstande og dragter som benyttes. Alt fra fodtøj og mad til telte og transportmidler genskabes og bruges.
Alderen på deltagerne kan variere meget. Pensionister, forældre, unge studerende, børn og sågar spædbørn, hvis forældre er reenactere.
Reenactment dyrkes for det meste som en hobby, eller som en deltidsbeskæftigelse, men enkelte lever af det. Rundt om på middelalder- og vikingemarkeder i Danmark kan man hvert år finde forskellige reenactmentgrupper.
Reenactere kan inddeles i tre forskellige kategorier baseret på historisk autenticitet.

### Farbs
Farbs er reenactere der bruger relativt lidt tid og penge på tøj, udstyr og sågar historisk korrekt opførsel. Holdningen "det er godt nok" er udbredt blandt farbs, og tilskuere kan finde fejl i deres påklædning og udstyr. Anakronistisk tøj, tekstiler, sko som velcro, armbåndsure og cigaretter er kendte problemer.
Nogle kalder også farbs for "polyester-soldater" grundet de forkerte materialer.
Det vides ikke med 100 % sikkerhed hvor udtrykket stammer fra, men det kan være forkortelse for "Far be it from authentic" (langt fra autentisk), "Far Be it for me to question/criticise", eller "Fast And Researchless Buying" (hurtigt og researchløst køb). Andre påstår at ordet stammer fra det tyske farbe (farve), fordi nogle folk der reenactede Amerikansk Borgerkrig brugte for spraglede og ukorrekte farver til deres tøj, idet de mest udbredte farver for uniformer dengang var blå, brun og grå.

### Mainstream
Mainstream reenactere går op i at være eller virke autentiske, men kan falde ud af rollen, når der ikke er publikum på. Synlige sømme kan godt være syet på historisk korrekt vis, samtidig med at skjulte sømme, mærker med vaske- og strygeanvisvinger, samt undertøj og lignende, ikke nødvendigvis behøver at være korrekte for perioden. Den mad, der bliver fortæret foran publikums blikke, passer generelt med perioden, men behøver ikke at passe med årstiderne og stedet. Moderne ting bliver nogle gange brugt "efter lukketid" eller i det skjulte. En generel holdning er, at man skal lave et godt show, men at man kun behøver at være korrekt med det andre kan se.

### Progressive
Progressive eller hard core reenactere går meget højt op i historisk autenticitet og ønsker at alt tøj, udstyr og opførsel skal være så korrekt som muligt for perioden. De går op i research og korrekte materialer. De søger en "intens" reenacteroplevelse og forsøger at leve som personer fra den valgte periode så meget som muligt. Dette inkluderer at maden passer til årstiden, stedet og tidsalderen, at sy alle syninger på historisk korrekt vis, korrekte væveteknikker og at være i karakter igennem et helt event. For at få denne totaloplevelse søger nogle hard core reenactere til mindre events, der lever op til de strenge krav, eller opsætter mindre lejre med ligesindede ved større events.

## Tidsaldre
- Klassisk reenactment, der beskæftiger sig med Oldtidens Grækenland og Romerriget
- Vikingereenactment, der beskæftiger sig med Vikingetiden (hovedsageligt de nordiske lande)
- Middelalderreenactment, der beskæftiger sig med middelalderen (fra 500-1500 i Europa og fra ca. 1000-1500 i Norden
- Renæssancereenactment (heriblandt reenactment af Den engelske borgerkrig)
- Reenactment af 1700-tallet; i USA er især frihedskrigens periode populær, og i Sverige er der flere gustavianske grupper.
- Reenactment af Napoleonskrigene
- Reenactment af regency-perioden (perioden hvor Jane Austens berømte romaner foregår)
- Reenactment af den Amerikanske Borgerkrig
- 1. verdenskrig-reenactment
- 2. verdenskrig-reenactment
- Den kolde krig; i de seneste år er der kommer flere grupper der formidler historien om den kolde krig. Både i Danmark og i udlandet.

## Typer af reenactment

### Living history
Living history, levende historie, levende historieformidling eller levendegørelse er oftest tilegnet uddannelse af offentligheden. Disse events behøver ikke at indeholde slag, men sigter i stedet mod at portrættere det daglige liv og den livsstil folk har i den valgte tidsalder. Dette inkluderer ofte både militære og civile lejre.
Deltagerne vil ofte tale med publikum uden at være i en bestemt "rolle", og vil i stedet bruge det tøj de har på, og de ting der har med, til at fortælle og forklare de besøgende om fortidens menneskeliv. Somme tider kan historiefortællinger eller små indstuderede optrin finde sted for at involvere eller forklare lejrenes baggrund for publikum. Mest almindeligt er demonstration af håndværk, madlavning, sange og fritidsaktiviteter. Militær træning, dueller eller lignende kan også forekomme selvom større slag ikke finder sted. Levende historie er derfor meget brugt på museer og andre kulturinstitutioner, hvor det militære islæt som ofte præger reenactment ikke nødvendigvis er det mest efterspurgte. 
Levendegørelse, og det store arbejde med autenticitet i tøj, udstyr og håndværk, ligger også fint i forlængelse af museernes arbejde med eksperimentel arkæologi.[kilde mangler]

### Kampdemonstrationer
Kampdemonstrationer er større kampe organiseret af reenactere og/eller private for at vise publikum, hvordan et slag i perioden kan have set ud. Kampdemonstrationer er kun løst baseret på historiske slag, hvis overhovedet, og består nogle gange kun af demonstration af taktikker og manøvreringsteknikker for soldater.

### Krigsreenactment
Krigs-reenactment eller "Battle reenactment" er fastlagte slag der i ordets bedste forstand er reenactment. Slaget er planlagt fra begyndelsen således at de kompagnier og regimenter, der deltager følger samme manøvre og handlinger, som blev udført i det oprindelige slag.
De bliver ofte udført på eller nær stedet for det oprindelige slag eller et sted der minder om det oprindelige. Disse demonstrationer kan variere voldsomt i størrelse; fra få hundrede mand til flere tusinde. Størrelsen på stedet hvor det foregår kan ligeledes variere meget. Balancen mellem antallet af aktører og slagmarkens størrelse er her vigtig for publikums oplevelse af slaget.

### Taktisk Kamp
Taktisk kamp er generelt ikke åben for publikum. Disse slag blive kæmpet fuldstændigt som rigtige slag, hvor begge kombattanter bruger strategier og taktikker for at slå modstanderen. Her er der ikke noget manuskript eller en på forhånd udvalgt vinder. Der er derimod et præ-defineret sæt regler (fysiske grænser, tidsgrænse, krav for sejr osv.) og en dommer. Taktisk kamp kan betragtes som en form for liverollespil. Skydevåben skyder dog med løst krudt (afhængigt at lokale love) og pile er påmonteret gummispidser for sikkerhed.

### Kommerciel reenactment
Mange borge, museer og andre historiske turistattraktioner benytter sig af enten skuespillere eller professionelle reenactorer som en del af oplevelsen. Disse er typisk rettet mod genskabelsen af en bestemt by, landsby eller aktivitet inden for en bestemt tidsramme.
Nogle steder har man oprettet permanente forestillinger. I sagens natur er disse som oftest levende historie frem for taktisk eller kamp reenactment, selvom visse afholder større events i kortere tidsperioder.

## Publikationer
Mange publikationer omhandler historisk reenactment og living history. Prominente eksempler er Camp Chase Gazette, Smoke and Fire News, og to tidsskrifter: Living History og Skirmish Magazine.
The Medieval Soldier af Gerry Embleton og John Howe (1995) er en populær bog om emnet, der er blevet oversat til både fransk og tysk. Den blev fulgt op af Medieval Military Costume in Colour Photographs.
For perioden omkring napeleonskrigene, findes særligt to bøger der dækker livet i militæret og living history: The Napoleonic Soldier af Stephen E. Maughan (1999) og Marching with Sharpe af B. J. Bluth (2001). Forskellige reenactmentgrupper dækker deres respektive regimenter napoleonskrigene og prøver at beskrive og illustrere, hvad deres tilgang er til at genskabe perioden. Målet er at være så autentiske som muligt, og det har gjort at mange seriøse reenactmentgrupper har igangsat deres egen forskning, for at bekræfte deres viden om uniformer, våben and udstyr og lignende aspekter som de ønsker at portrættere. På denne måde er reenactment en vigtig måde at bringe historien til live, og at udvide og forstå perioden.
I Storbritannien har et lille antal forlag blevet etableret for hovedsageligt at udgive bøger om den engelske borgerkrig, og i de senere år også tidligere perioder. Den største er Stuart Press (med omkring 250 forskellige titler i porteføljen) og Partizan Press.
Igennem årene er der også udkommet en del bøger og artikler, der undersøger reenactment og levende historie fra en historievidenskabelig vinkel. I Danmark udkom i 2015 antologien Fortider tur / retur. Reenactment og historiebrug redigeret af prof. Anette Warring og Tove Elisabeth Kruse (begge fra Roskilde Universitet).
Der er ikke udgivet meget om reenactment for mainstream markedet, bortset fra forskellige artikler i aviser og blade. En undtagelse er I Believe in Yesterday: My Adventures in Living History af Tim Moore, som fortæller om forfatterens oplevelser med at prøve reenactment i forskellige periode, og de mennesker som han møder, og de ting han lærer undervejs.

## Brug i medier
Film- og tv-producere bruger ofte reenactmentgrupper som statister i film som eksempelvis Gettysburg, Glory, The Patriot, og Alatriste. Fordelen er at grupperne som oftest kan møde op fuldt udstyret med viden om militæreprocedurer, lejrliv og militærtaktikker.
I en dokumentar om tilblivelsen af filmen Gettysburg udtalte skuespilleren Sam Elliott, der spillede unionsgeneralen John Buford følgende om reenactorer:
| Citat | Jeg tror vi er virkeligt heldige at have disse mennesker involveret. Faktisk kunne de ikke lave denne film uden dem; det er der ingen tvivl om. Disse gutter kommer med deres egen garderobe, de kommer med deres egne våben. De kommer med deres eget tøj, men de kommer også med noget i deres hoveder og noget i deres hjerte. | Citat |
|       | |       |

## Kritik
Kritikere stiller spørgsmålstegn ved reenactorers motivation; nogle har bekymringer om hvor dybt de går i deres tilstræben på autenticitet, navnlig for perioder der involverer konflikter i 1900-tallet. Andre har været kritiske overfor, at reenactment ofte handler om deltagernes behov for selvrealisation fremfor at genskabe fortiden. Andre har været kritiske overfor gennemsnitsalderen, som blandt af reenactorer er lang højere end gennemsnitsalderen på de soldater, som har deltaget i de fleste militære konflikter. Kun få reenactmentgrupper diskriminerer på baggrund af alder eller kondition.
Thompsons bog diskuterer "fantasy farb", eller tendensen til at reenactorer typisk går mod "elite"-tropper som kommandosoldater, paratroopers eller Waffen-SS-enheder. Dette resultarer i en underrepræsentation af de mest almindelige militærtropper i de forskellige perioder i reenactmentmiljøet. Spørgsmålet om under- og overrepræsentation er blevet stillet blandt nordamerikanske reenactorer, men lignende problemstillinger eksisterer også i Europa. I Storbritannien findes eksempelvis en stor mængde reenactorer der beskæftiger sig med napoleonskrigene, der er medlemmer af 95th Rifles (muligvis som følge af de populære fiktive karakter Richard Sharpe, der er skabt af Bernard Cornwell) og middelaldergrupper har en overvægt af soldater i fuld pladerustning. Storbritannien har arrangmenter som "History in Action", der dækker mange historiske perioder, hvor grupper kan se hinanden optræden og udstyr, samt generelle formidling og interaktion med publikum. Våben kan være en bekymring i mange lande, fordi de ofte er forbudte i større eller mindre grad, eller bliver set ned på (som i Storbritannien).
Slutteligt kan reenactorer blive beskyldt for at være af samme politiske overbevisning, som den type soldater de portrætterer, såsom nazisme eller konføderationen i de Sydlige stater. Eksempelvis har den amerikanske politiker Rich Iotts deltagelse ved anden verdenskrigsreenactment, hvor han var en del af en gruppe, som portrætterede den tyske 5th SS Panzer Division Wiking, hvilke fik mange medier til at kritisere ham under hans Kampagne for Kongressen i 2010.

## Yderligere læsning
- Allred, Randal (1996). "Catharsis, Revision, and Re-enactment: Negotiating the Meaning of the American Civil War". Journal of American Culture. 19 (4): 1-13. doi:10.1111/j.1542-734X.1996.1904_1.x.
- Chronis, Athinodoros (2005). "Coconstructing heritage at the Gettysburg storyscape". Annals of Tourism Research. 32 (2): 386-406. doi:10.1016/j.annals.2004.07.009.
- Chronis, Athinodoros (2008). "Co-constructing the narrative experience: staging and consuming the American Civil War at Gettysburg". Journal of Marketing Management. 24 (1): 5-27. doi:10.1362/026725708X273894.
- Decker, Stephanie K. (2010). "Being Period: An Examination of Bridging Discourse in a Historical Reenactment Group". Journal of Contemporary Ethnography. 39 (3): 273-296. doi:10.1177/0891241609341541.
- Gapps, Stephen (2009). "Mobile monuments: A view of historical reenactment and authenticity from inside the costume cupboard of history". Rethinking History. 13 (3): 395-409. doi:10.1080/13642520903091159.
- Hadden, Robert Lee (1999). Reliving the Civil War: A reenactor's handbook. Mechanicsburg, PA: Stackpole Books.
- Hall, Dennis (1994). "Civil War reenactors and the postmodern sense of history". Journal of American Culture. 17 (3): 7-11. doi:10.1111/j.1542-734X.1994.00007.x.
- Heiser, John (september 1998). "The Great Reunion of 1913". National Park Service. Hentet 15. august 2008.
- Horwitz, Tony. Confederates in the Attic: Dispatches from the Unfinished Civil War (1998), an ethnographic study of re-enactors and groups engaged in remembrance.
- Skow, John;  et al. (11. august 1986). "Bang, Bang! You're History, Buddy". Time. s. 58.
- Stanton, Cathy (1999-11-01). "Reenactors in the Parks: A Study of External Revolutionary War Reenactment Activity at National Parks" (PDF) National Park Service. Retrieved on 2008-07-28.
- Strauss, Mitchell (2001). "A Framework for Assessing Military Dress Authenticity in Civil War Reenacting". Clothing and Textiles Research Journal. International Textile & Apparel Association, Inc. 19 (4): 145-157. doi:10.1177/0887302X0101900401. Arkiveret fra originalen 22. august 2009. Hentet 31. december 2008.
- Teitelman, Emma (2010). "'Knights and Their Ladies Fair': Reenacting the Civil War". Bachelor's Thesis, Wesleyan University. {{cite journal}}: Cite journal kræver |journal= (hjælp)

## External links
- Wikimedia Commons har flere filer relateret til Reenactment
- The Historical Reenactment Web Site Arkiveret 13. januar 2006 hos  Wayback Machine, Information relating to reenactment globally and the home of The Historical Reenactment Wiki Arkiveret 25. juli 2008 hos  Wayback Machine
- UK-based historical event organisers, their web site featuring "A Brief History of Reenactment", primarily but not exclusively from a UK and European perspective.
- Reenactor.Net, The Worldwide Online Home of Reenacting Arkiveret 19. april 2015 hos  Wayback Machine